# Galaad (roman)
Galaad (în engleză Gilead) este un roman scris de Marilynne Robinson, publicat în 2004. A câștigat în 2005 Premiul Pulitzer pentru ficțiune și Premiul National Book Critics Circle în 2004. Este al doilea roman al lui Robinson, după Housekeeping (1980). Galaad este un roman epistolar, întrucât întreaga narațiune constituie un singur document, continuu, deși episodic, scris de mai multe ori într-o formă care combină elemente de jurnal și memorii. Acesta cuprinde autobiografia fictivă a reverendului John Ames, un pastor congregaționalist în vârstă, alb, din micul orășel Gilead (Galaad), Iowa (de asemenea fictiv), care suferă de o boală cardiacă în fază finală. La începutul cărții, data este stabilită în anul 1956, iar Ames spune că scrie o relatare a vieții sale pentru fiul său, în vârstă atunci de șapte ani, care va avea puține amintiri despre el. El menționează că s-a născut în 1880 și că, în momentul scrierii, are șaptezeci și șase de ani.
Galaad este primul din tetralogia cu același nume. Celelalte volume ale seriei au fost: Home / Acasă (2008), Lila (2014) și Jack (2020).

## Rezumat
Cartea relatează amintirile și viața lui John Ames, în timp ce acesta rememorează experiențele trăite alături de tatăl și de bunicul său, pentru a le transmite mai departe fiului său. Toți cei trei bărbați au același stil de viață vocațional și profesia de pastori congregaționaliști în orășelul fictiv Galaad din Iowa. John Ames își descrie vocația ca „ceva ce îți oferă o înțelegere clară a ceea ce se așteaptă de la tine și, totodată, ceva ce ai putea la fel de bine să ignori”, explicând că vocația este ceva greu de îndeplinit și greu de obținut.:7 Acesta este unul dintre cele mai înțelepte sfaturi pe care le i poate oferi fiului său. Tatăl lui Ames fusese un creștin pacifist, dar bunicul său fusese un aboliționist radical, care a participat la lupte de gherilă alături de John Brown înainte de Războiul civil american, a fost capelan pentru forțele Uniunii și și-a îndemnat congregația să se alăture și să lupte în război; după cum remarcă Ames, bunicul său „a predicat oamenilor să meargă la război”.:100–1Bunicul s-a întors din război mutilat de pierderea ochiului drept. După aceea, s-a spus că partea sa dreaptă era sfântă sau binecuvântată, că era legătura lui cu Dumnezeu și a devenit renumit pentru privirea pătrunzătoare cu singurul ochi pe care îl mai avea.
În continuare sunt menționate alte excentricități din tinerețea bunicului său: cum obișnuia să ofere altora toate bunurile familiei și să țină predicile cu arma în mână, într-o cămașă pătată de sânge. Adevăratul caracter și detalii intime despre tatăl său sunt dezvăluite în context cu anecdote referitoare la bunicul său, și mai ales cu încercarea de a găsi mormântul bunicului. Un eveniment care predomină în discursurile naratorului este amintirea primei „cuminecături” date de tatăl lui într-o biserică baptistă în ruine, ce fusese lovită de fulger (Ames prezintă acest episod ca pe o amintire inventată din obiceiul tatălui său de a rupe și împărți un biscuit la masa de prânz). Pe parcursul romanului, reiese rapid că prima soție a lui Ames, Louisa, a murit în timp ce dădea naștere fiicei lor, Rebecca (alias Angeline), care a murit și ea aproape imediat. Ames consideră moartea lor cauza tristeții sale îndelungate, în contrast și cu familia numeroasă a reverendului Boughton, pastorul prezbiterian local și prietenul drag de o viață al lui Ames. 
După mulți ani, Ames o cunoaște pe a doua sa soție, Lila, o femeie fără multă educație, care apare în biserică într-o duminică de Rusalii. În cele din urmă, Ames o botează pe Lila și relația lor se dezvoltă până la cererea în căsătorie. În timp ce Ames își scrie memoriile, fiul lui Boughton, John Ames Boughton (Jack), se întoarce în oraș după ce plecase în dizgrație cu douăzeci de ani în urmă, pentru că avusese o relație necuvenită cu o fată dintr-o familie săracă, pe care apoi o abandonase. Din această relație s-a născut o fetiță, care a murit la vârsta de trei ani, nefiind îngrijită așa cum trebuia, deși familia Boughton se străduise, însă nu dorea copila. Tânărul Boughton, odorul părinților săi, dar profund antipatizat de Ames, vine să îl caute. Mare parte din tensiunea din roman provine din neîncrederea lui Ames în Jack Boughton și în special în relația acestuia cu Lila și fiul lor. În deznodământ, însă, se dovedește că Jack Boughton suferă el însuși din cauza separării forțate de propria lui soție legală, o femeie afro-americană din Tennessee și de fiul lor; ei nu au voie să trăiască împreună din cauza legilor segregaționiste, iar familia ei îl respinge pe Jack. Afinitatea dintre Jack și Lila este dată de trăirea dureroasă pe care o împărtășesc: el pentru despărțirea de soție și copil, iar ea pentru moartea iminentă a lui Ames, singurul om care i-a oferit acea siguranță de care avea nevoie. 
Deși există și pasaje de acțiune în carte, principala sursă se află în luptele teologice ale lui Ames pe mai multe fronturi: cu angajamentul bunicului său în Războiul Civil, cu propria singurătate în mare parte din viața lui, cu pierderea aparentă a credinței de către tatăl său și în mod clar de către fratele său, cu plecarea tatălui său din oraș, cu greutățile oamenilor și, mai ales, cu sentimentele de aversiune și gelozie față de tânărul Boughton, pe care știe în adâncul lui că trebuie să-l ierte. Luptele lui Ames sunt ilustrate de numeroase citate din Biblie, din teologi (în special Învățătura religiei creștine a lui Calvin) și filosofi, mai ales citate din lucrările ateului Ludwig Feuerbach, pe care Ames îl respectă foarte mult. 
Conținutul abstract și teologic al cărții este analizat prin ochii lui Ames, care este prezentat într-o manieră profund compătimitoare și care își scrie memoriile plin de seninătate, în ciuda suferinței sale și a conștientizării propriilor limitări și eșecuri. De-a lungul romanului, Ames exprimă o venerație absolută față de patosul transcendental din micile momente personale de fericire și pace cu soția și fiul său, dar și cu orașul Galaad, în ciuda singurătății și tristeții pe care le simte pentru că va părăsi această lume și va lăsa multe lucruri nerezolvate. El este capabil să se bucure de frumusețea lumii din jur și asta și face la sfârșitul vieții sale. Astfel, romanul comunică importanța de a ne opri puțin pentru a ne bucura de realitățile din prezent. Ames se minunează de lucruri simple și aparent banale și își dorește asta și pentru fiul său. El își proclamă dorința ca fiul său „să trăiască mult și să iubească această biată lume pieritoare”. Ames se implică total în tot ceea ce face, indiferent cât de mic sau nesemnificativ ar părea acel lucru. Un exemplu în acest sens este la începutul paginii 5 din prima ediție a cărții, când trece pe lângă doi tineri care glumesc și râd pe stradă, și se simte copleșit de frumusețea unei expresii atât de simple a prieteniei și bucuriei. El vede frumusețea atât în obișnuit și lumesc, cât și în tragedie. Scopul vieții, așa cum îl percepe el, este să caute lucruri pe care să le aprecieze și pentru care să fie recunoscător. În ultimele pagini ale cărții, Ames află despre adevărata situație a lui Jack Boughton și este capabil să-i ofere afecțiunea și iertarea sinceră pe care înainte nu reușise să le simtă.

## Influențe
Potrivit lui Robinson, orașul fictiv Galaad („Galaad” înseamnă „dealul mărturiei” în Biblie - Geneza 31:21) se bazează pe orașul real Tabor, Iowa, situat în sud-vestul statului și binecunoscut pentru contribuția sa în aboliționism. În plus, personajul bunicului naratorului se bazează vag pe povestea reală a lui John Todd, un pastor congregaționalist din Tabor, mecanic la Underground Railroad (calea ferată subterană), care a depozitat arme, provizii și muniții folosite de aboliționistul John Brown în „invazia” sa din Missouri din 1857 pentru a elibera un grup de sclavi, iar mai târziu - fără știrea sau implicarea lui Todd - în raidul din 1859 asupra arsenalului militar american de la Harpers Ferry, Virginia de Vest. Robinson vorbește despre implicarea bunicului lui Ames în războiul civil. Ea menționează o boală cunoscută sub numele de „febra de campanie” (tifos). Termenul a fost folosit în general pentru a descrie febra tifoidă. Simptomele erau: frisoane pronunțate urmate de febră, sensibilitate abdominală, greață, debilitate generală, diaree, reținere de urină și amorțeala limbii. De asemenea, în timp ce John Ames își descrie predicile în scrisoarea sa, îi spune fiului său că pe una dintre ele a ars-o înainte de a o citi enoriașilor. Predica respectivă fusese scrisă în timpul gripei spaniole.
În ceea ce privește influențele teologice ale lui Robinson în Galaad, ea însăși a explicat importanța textelor calviniste de bază, în special a Învățăturii religiei creștine a lui Calvin. Ea afirmă în prelegerea sa intitulată „Libertatea unui creștin”, că „unul dintre motivele pentru care aceste texte sunt importante pentru mine este că se potrivesc perfect cu propria mea teologie, probabil și cu estetica mea și, în măsura în care pot spune că scriu cu o anumită intenție, sunt absolut compatibile cu intenția mea”.

## Receptare critică
Galaad a fost recunoscut ca un text care încearcă corecteze prejudecățile moderne cu privire la Jean Calvin, la calvinism și puritani. Robinson a spus într-o prelegere intitulată „Libertatea unui creștin”, că ea crede „că unul dintre lucrurile care s-au întâmplat în istoria culturală americană este că John Calvin a fost foarte mult denaturat. Drept urmare, părțile culturii americane pe care le-a influențat sunt foarte mult denaturate”. Ea explică această idee în cartea ei de eseuri, Moartea lui Adam, unde scrie că puritanii nu ar trebui „în niciun caz să fie caracterizați de frica sau ura față de corp, anxietatea față de sex sau denigrarea femeilor, totuși, din anumite motive, puritanismul este strict privit ca sinonim cu grijile”. Roger Kimball, în recenzia sa despre Moartea lui Adam din The New York Times, a scris: „Știm cu toții că puritanii erau oameni rigizi, care urau sexul și orice fel de bucurie, cu singura excepție că, așa cum arată Robinson, această caricatură general împărtășită este o calomnie". Caracterizarea modernă a calviniștilor ca opozanți ai lumii fizice este stereotipul pe care Robinson încearcă să-l demonteze în Galaad printr-o reprezentare a ceea ce ea consideră a fi o definiție mai exactă a doctrinei calviniste, derivată din textele originale, în special din lucrarea lui Calvin Învățătura religiei creștine.
Romanul a fost, de asemenea, în centrul dezbaterilor despre multiculturalismul creștin în literatură. Christopher Douglas, profesor de literatură americană la Universitatea Victoria, susține că Galaad construiește o „identitate multiculturală creștină contemporană, curățată în mod corespunzător de complexitatea (...) „sclaviei creștine.” El încadrează opera în renașterea politică a creștinismului fundamentalist și evanghelic din ultimele patru decenii.
Într-un sondaj al criticilor literari din SUA, realizat de BBC Culture și ale cărui rezultate au fost comunicate în ianuarie 2015, Galaad a fost votat al patrulea cel mai mare roman scris începând cu anul 2000. În 2019, romanul a fost clasat pe locul 2 pe lista The Guardian a celor mai bune 100 de cărți ale secolului XXI. Pe 5 noiembrie 2019, BBC News a inclus Galaad pe lista sa cu cele mai influente 100 de romane.
Fostul președinte al Statelor Unite, Barack Obama, a numit romanul drept unul dintre preferatele sale. Pe 14 septembrie 2015, în Des Moines, Iowa, într-o inversare a convenției jurnalistice obișnuite, președintele Obama a intervievat-o pe Marilynne Robinson pentru The New York Review of Books și i-a spus: „Am dat peste Galaad, una din cele mai minunate cărți ale dvs., aici în Iowa. Atunci mă aflam în campanie, așa că aveam mult timp liber în deplasările între orașe și când mă întorceam acasă târziu (...) unul din personajele mele preferate de ficțiune este un pastor din Galaad, Iowa, pe nume John Ames, un om manierat și politicos, dar și puțin confuz pentru că nu înțelege cum să împace credința cu problemele cu care se confruntă familia sa. Și, pur și simplu, m-am îndrăgostit de personaj, m-am îndrăgostit de carte (...)”.

## Continuări
Robinson a folosit personaje și evenimente din Galaad în trei romane ulterioare. Acasă (2008) repovestește aceleași evenimente din perspectiva prietenilor și vecinilor lor, familia Boughton. Lila (2014) redă din perspectiva ei relația și căsnicia cu Ames. Jack (2020) spune povestea oii negre a soților Boughton, cu detalii despre relația lui cu o femeie de culoare, o legătură ținută ascunsă de familia sa.